# Thagria unidentalis
Thagria unidentalis är en insektsart som beskrevs av Zhang 1994. Thagria unidentalis ingår i släktet Thagria och familjen dvärgstritar. Inga underarter finns listade i Catalogue of Life.